# Vierkant planaire moleculaire geometrie
In de scheikunde verwijst een vierkant planaire moleculaire geometrie ernaar dat een molecuul een geometrie heeft, waarbij een centraal atoom door vier atomen wordt omringd, die op de hoekpunten van een vierkant liggen. De bindingshoeken zijn 90°. Xenontetrafluoride is een molecuul en IF4− en [AuCl4]− zijn ionen met deze moleculaire geometrie.
Er komen in de coördinatiechemie verschillende moleculen met een vierkant planaire moleculaire geometrie voor, onder meer van iridium en platina. Het bekendste voorbeeld is het cytostaticum cisplatine. Andere coördinatieverbindingen met deze geometrie zijn de wilkinson-katalysator, de crabtree-katalysator en Vaska's complex.
coördinatiegetal 2: 
lineair · gebogen · 
coördinatiegetal 3: 
trigonaal planair · trigonaal piramidaal · T-vormig 

coördinatiegetal 4: 
tetraëdrisch · vierkant planair · seesaw ·
coördinatiegetal 5: 
trigonaal bipiramidaal · vierkant piramidaal · pentagonaal planair 

coördinatiegetal 6: 
octaëdrisch · pentagonaal piramidaal · 
coördinatiegetal 7: 
pentagonaal bipiramidaal